# Vassbäck
Vassbäck är en ort i Kungsbacka kommun i Hallands län. Området avgränsades fram till 2010 som en separat tätort, från 2015 räknas det till tätorten Åsa.  

## Befolkningsutveckling
| Befolkningsutvecklingen i Vassbäck 1990–2010                          | Befolkningsutvecklingen i Vassbäck 1990–2010 | Befolkningsutvecklingen i Vassbäck 1990–2010 | Befolkningsutvecklingen i Vassbäck 1990–2010 | Befolkningsutvecklingen i Vassbäck 1990–2010 |
| --------------------------------------------------------------------- | -------------------------------------------- | -------------------------------------------- | -------------------------------------------- | -------------------------------------------- |
|                                                                       |                                              |                                              |                                              |                                              |
| År                                                                    |                                              |                                              | Folkmängd                                    | Areal (ha)                                   |
| 1990                                                                  | 1990                                         |                                              | 219                                          | 65#                                          |
| 1995                                                                  | 1995                                         |                                              | 331                                          | 137#                                         |
| 2000                                                                  | 2000                                         |                                              | 388                                          | 137#                                         |
| 2005                                                                  | 2005                                         |                                              | 485                                          | 137#                                         |
| 2010                                                                  | 2010                                         |                                              | 617                                          | 132                                          |
| Anm.: Ny tätort 2010. 2015 sammanvuxen med tätorten Åsa # Som småort. |                                              |                                              |                                              |                                              |